# Lucius Pinarius Mamercus
Lucius Pinarius Mamercus (Cognomen auch Mamercinus) entstammte der römischen Patrizierfamilie der Pinarier und war 432 v. Chr. Konsulartribun.
Laut dem römischen Geschichtsschreiber Titus Livius hatte Pinarius in seinem Konsulartribunat zwei Amtskollegen, Lucius Furius Medullinus und Spurius Postumius Albus. Gelegentlich wird Pinarius als Urheber eines Gesetzes (lex Pinaria) angesehen, das Verfahrensregeln bei der legis actio vorsah; normalerweise wird es aber Lucius Pinarius Mamercinus Rufus zugeschrieben.